# Sam Hamm
Sam Hamm (Charlottesville, 19 novembre 1955) è uno sceneggiatore statunitense.
Dopo aver lavorato con Tim Burton a Batman e aver steso una prima sceneggiatura rifiutata per Batman - Il ritorno viene chiamato dalla DC Comics per scrivere i fumetti di Batman, nei quali introduce il personaggio di Henri Ducard, successivamente interpretato da Liam Neeson nel film Batman Begins di Christopher Nolan.
Appare anche tra gli autori dei film Il pianeta delle scimmie e Watchmen.